# Aristolochia clypeata
Aristolochia clypeata là một loài thực vật có hoa trong họ Aristolochiaceae. Loài này được Linden & André mô tả khoa học đầu tiên năm 1870.